# Гай Требоний Прокул Меттий Модест
Гай Требоний Прокул Меттий Модест (лат. Gaius Trebonius Proculus Mettius Modestus) — римский политический деятель конца I века — начала II века.
Есть предположение, что его отцом был префект Египта Марк Меттий Руф. В 99—103 годах Модест занимал должность легата пропретора провинции Ликия и Памфилия. В 103 году он был консулом-суффектом с Марком Флавием Апром. Затем, в 119/120 году Модест находился на посту проконсула провинции Азия. Больше о нём ничего неизвестно.